# Estoque

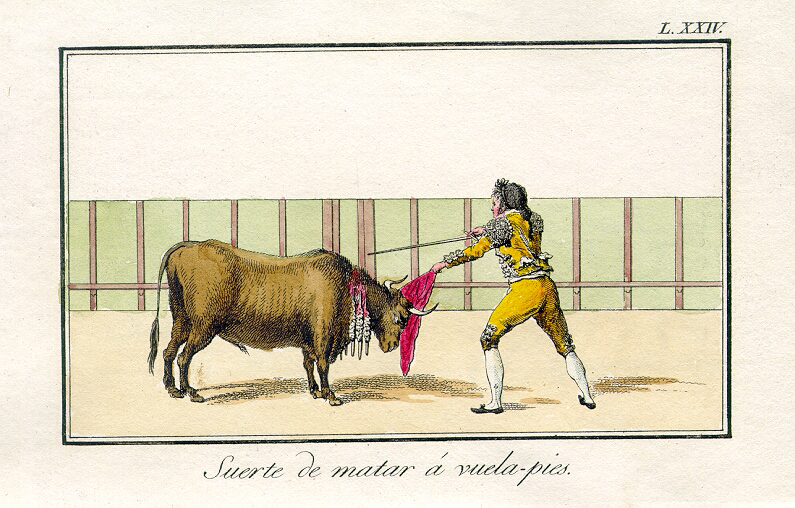
José Delgado y Gálvez

Een estoque is een zwaard dat speciaal gebruikt wordt tijdens het stierenvechten. Tijdens de laatste delen van een gevecht zal een matador het zwaard proberen tussen de schouderbladen van de stier in zijn hart proberen te steken. 
De traditionele vorm van een estoque bestaat uit een lang, dun blad dat licht gebogen is aan het eind. Normaliter heeft het handvat een boog voor de vingers. De schede bevat vaak een wapen van de individuele matador of torero.